# Ayrton Senna
Ayrton Senna da Silva (Aussprache: [aˈiɾtõ ˈsenɐ da ˈsiwvɐ] ⓘ) (* 21. März 1960 in São Paulo; † 1. Mai 1994 in Bologna) war ein brasilianischer Automobilrennfahrer. Er wurde dreimal Weltmeister in der Formel 1; in dieser fuhr er von 1984 bis zu seinem tödlichen Unfall auf dem Kurs von Imola beim Großen Preis von San Marino 1994.
Senna bestritt in der Formel 1 insgesamt 161 Große Preise mit Toleman, Lotus, McLaren und Williams. Er erreichte dabei 41 Siege, 65 Pole-Positions sowie 19 schnellste Runden; seine größten Erfolge errang er mit McLaren-Honda.
Große mediale Aufmerksamkeit erregte Sennas intensive Rivalität zu dem Franzosen Alain Prost, mit dem er im Laufe seiner Karriere insgesamt vier Weltmeisterschaften ausfocht. Wegen seiner Fahrweise, speziell bei Regen, bekam Senna 1985 von Lotus-Teamchef Peter Warr den Spitznamen „The Magic“ („Der Magische“).

## Karriere

### Kart, Formel Ford und Formel 3

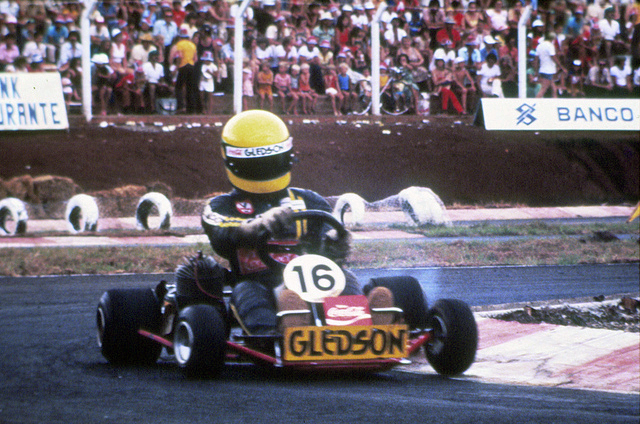
Senna 1974 bei einem Kartrennen. Schon damals mit dem markanten gelben Helm

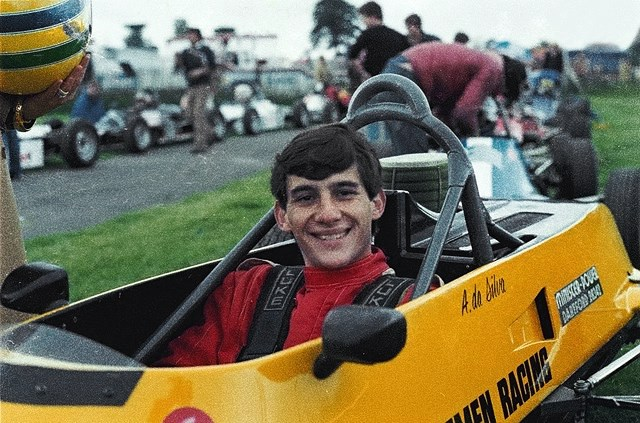
Ayrton Senna 1981 in einem Formel Ford

Als Kind einer reichen Familie gehörte Senna zur privilegierten Oberschicht seines Landes. Er begann seine Karriere im Kart. Mit 13 Jahren fuhr Senna erste offizielle Rennen und wurde schließlich 1977 und 1978 südamerikanischer Kartmeister und von 1978 bis 1981 viermal nacheinander brasilianischer Kartmeister. Bei den Kart-Weltmeisterschaften wurde er 1978 Sechster, 1979 und 1980 Zweiter, 1981 Vierter und 1982 Vierzehnter.
Parallel dazu begann er seine Karriere in Europa aufzubauen und bestritt zunächst 1981 mit Van Diemen die britische Formel-Ford-1600-Meisterschaft, die er mit zwölf Siegen aus 19 Rennen überlegen gewann. 1982 stieg er in die Formel-Ford-2000-Meisterschaft auf, gewann 21 von 27 Rennen und errang den britischen und den europäischen Meistertitel. 1983 bestritt er die Britische Formel-3-Meisterschaft, auch hier wurde er mit zwölf Saisonsiegen auf Anhieb Meister nach hartem Kampf mit Martin Brundle. Außerdem gewann er den Macau Grand Prix, der 1983 erstmals nach dem Reglement der Formel 3 ausgetragen wurde.

### Formel 1

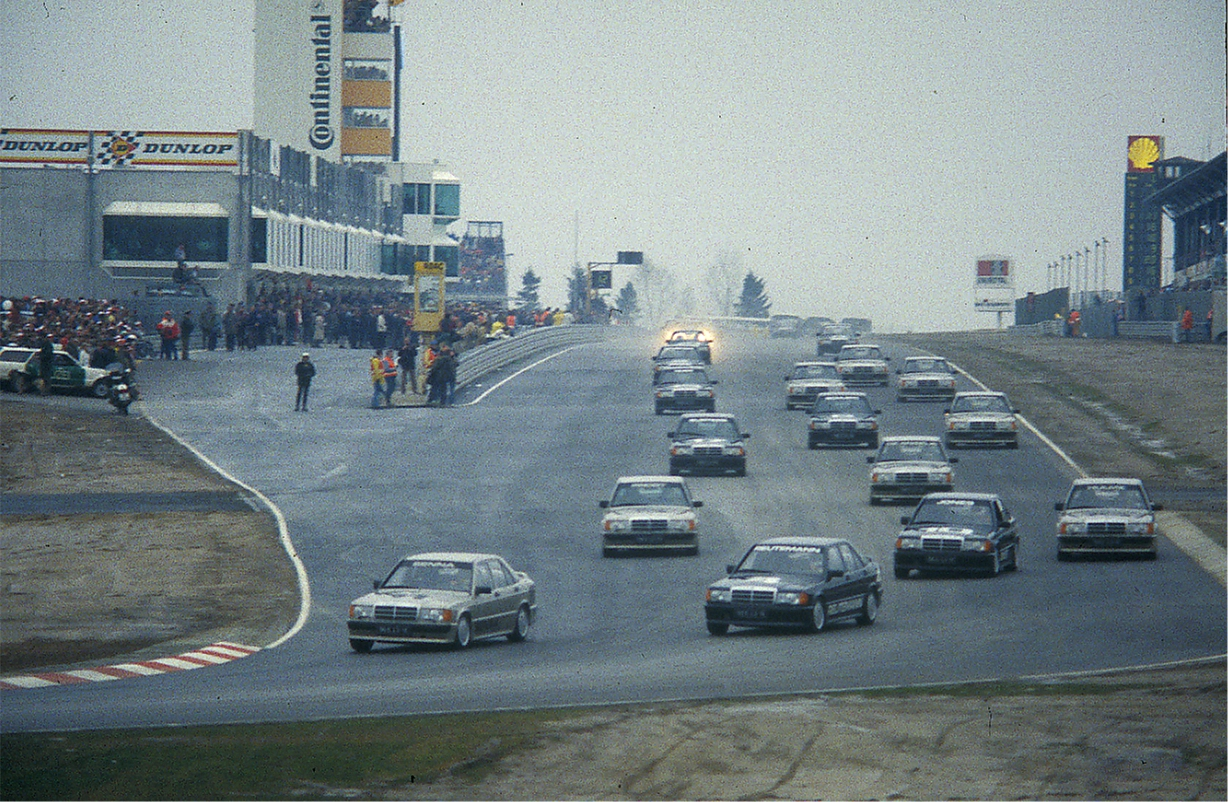
Rennen zur Eröffnung der Grand-Prix-Strecke Nürburgring am 12. Mai 1984, vorn Ayrton Senna

1983 fuhr Senna Tests für Williams, Brabham, McLaren und Toleman (das 1986 von Benetton aufgekauft wurde) und unterschrieb bei Toleman schließlich einen Dreijahresvertrag für die Saisons 1984 bis 1986. Dies sorgte für Verwunderung, da Toleman als das mit Abstand schwächste dieser vier Teams galt. Senna begründete seine Wahl später damit, dass er es vorgezogen habe, „in einem zweitklassigen Team die Nummer 1 zu sein“ statt als Neuling zweiter Fahrer in einem Top-Team.
Für Aufmerksamkeit sorgte Senna zunächst am 12. Mai 1984 bei der Neueröffnung des Nürburgrings in einem Schaurennen mit den damals neuen Mercedes-Benz 190 E 2.3-16-Tourenwagen. Er gewann dieses mit 20 identischen Rennwagen ausgetragene Rennen gegen etablierte Größen wie die Formel-1-Weltmeister James Hunt, Niki Lauda und Keke Rosberg.

#### Toleman (1984)

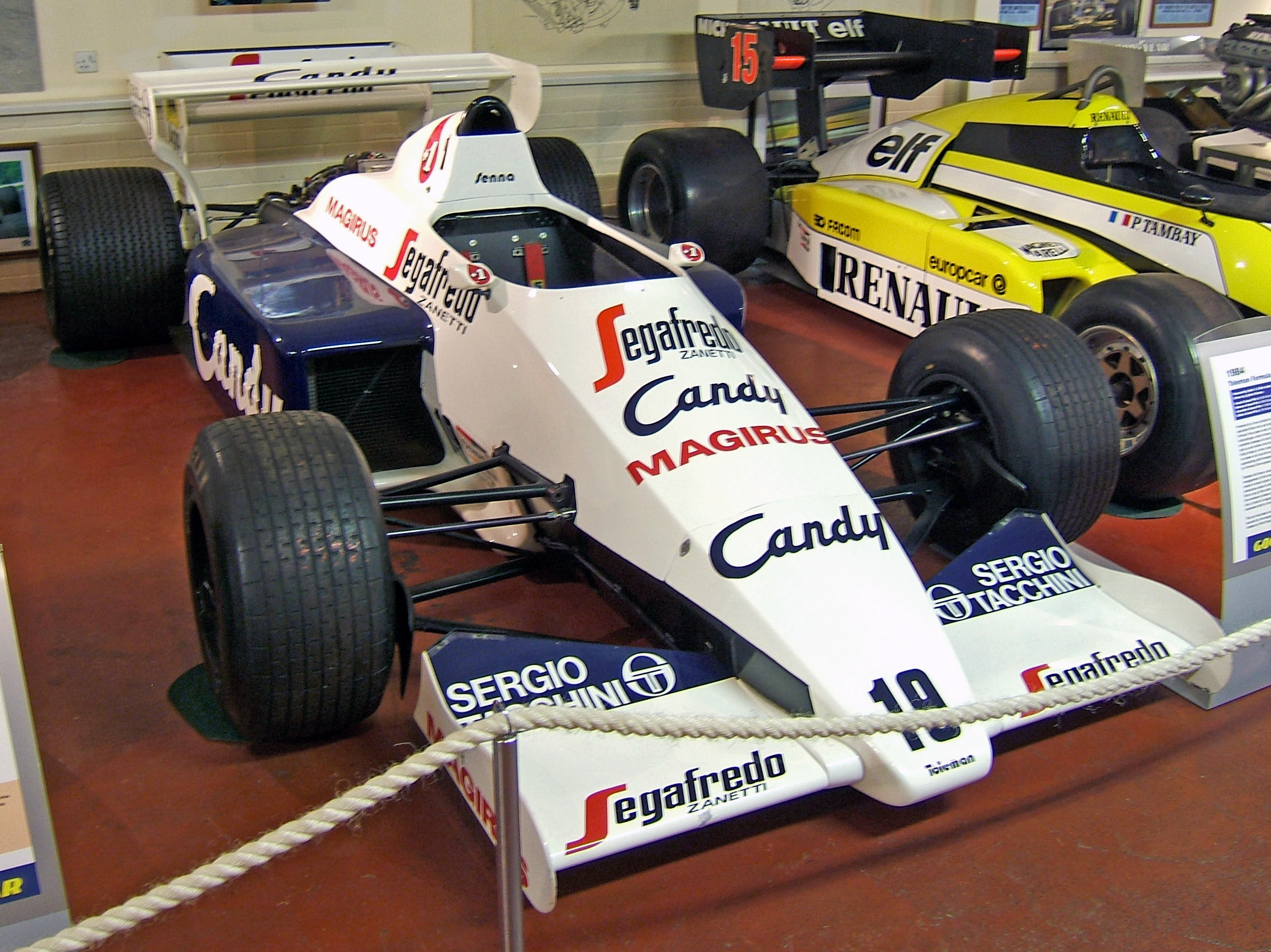
Sennas Toleman TG184 in der Donington Grand Prix Collection

Toleman begann die Saison mit dem unterlegenen Vorjahreswagen; erst ab dem fünften Rennen, dem Großen Preis von Frankreich, stand der Toleman TG184 zur Verfügung. Der Große Preis von Monaco am 3. Juni 1984 wurde zu einem entscheidenden Schritt in Sennas Karriere. Während sich mehrere Fahrer von der regennassen Strecke drehten, fuhr Ayrton Senna, aus dem hinteren Teil des Feldes gestartet, ein erfolgreiches Rennen und kam dem Führenden Alain Prost Runde um Runde näher. Allerdings brach Rennleiter Jacky Ickx das Rennen bereits in der 31. von ursprünglich 78 angesetzten Runden ab, so dass Prost mit knappem Vorsprung vor Senna gewann.
Obwohl Senna mit Toleman einen bis 1986 gültigen Vertrag hatte, erhielt er nach diesem Rennen ein Angebot von Lotus-Teamchef Peter Warr für die Saison 1985. Sein Vater kaufte ihn einige Monate später aus dem Toleman-Kontrakt frei, um einen Wechsel zu dem damaligen Top-Team zu ermöglichen. Toleman ließ Senna daraufhin beim nächsten Rennen, dem Großen Preis von Italien, nicht starten. Stattdessen fuhr Pierluigi Martini den Wagen, qualifizierte sich jedoch nicht. Daraufhin lenkte Toleman ein und ließ Senna die beiden verbleibenden Rennen der Saison wieder an den Start gehen.

#### Lotus (1985–1987)

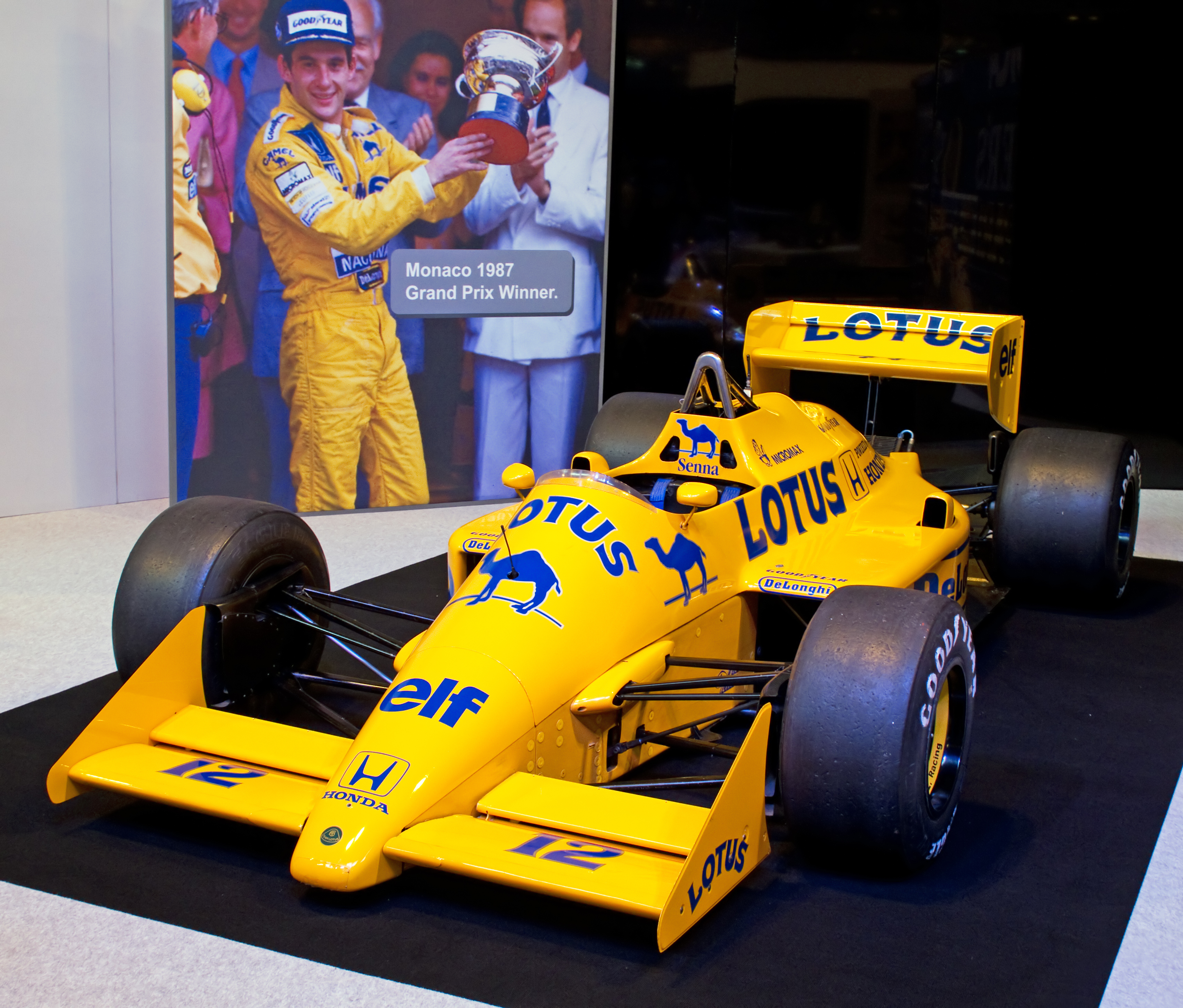
Sennas Lotus 99T von 1987

Bei Lotus gewann Senna bereits 1985 das zweite Rennen der Saison, den Großen Preis von Portugal, und feierte seinen ersten von insgesamt 41 Grand-Prix-Siegen. Bis zum Jahr 1987 errang er fünf weitere Siege mit Lotus. Es waren die letzten Siege in der Geschichte des britischen Traditionsrennstalls. Für die Saison 1987 sicherte Lotus Senna vertraglich den Nummer-eins-Status vor dem Teamkollegen Satoru Nakajima zu.
Sennas unnachgiebiger und kompromissloser Fahrstil brachte ihm Ansehen, aber auch Missbilligung ein. Er eckte oft bei den etablierten Kollegen an. Vor allen Dingen der bisherige brasilianische Publikumsliebling Nelson Piquet und der Brite Nigel Mansell, mit dem er sich harte Duelle auf der Strecke lieferte, wurden zu Sennas großen Gegnern.

#### McLaren (1988–1993)

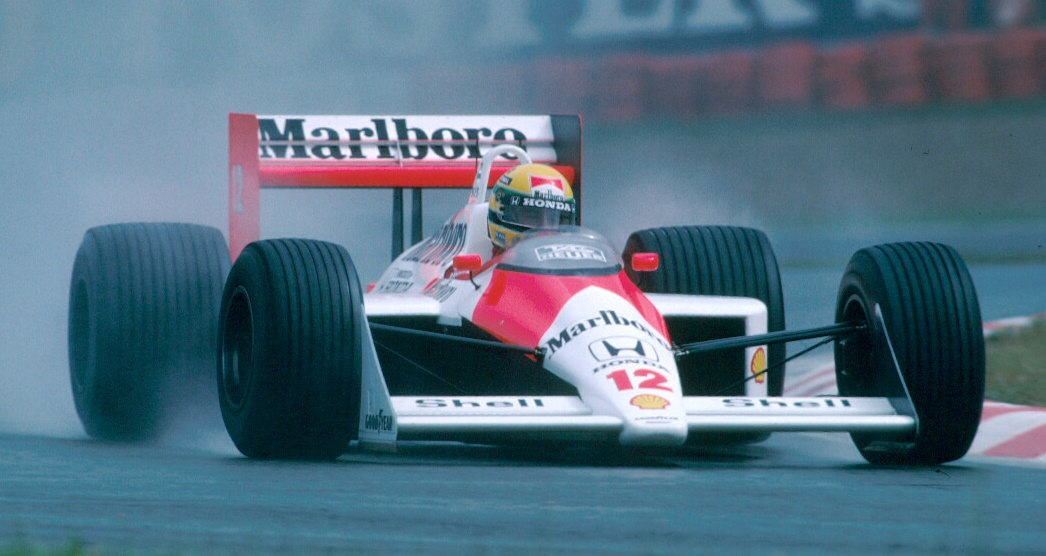
Senna im McLaren MP4/4, 1988

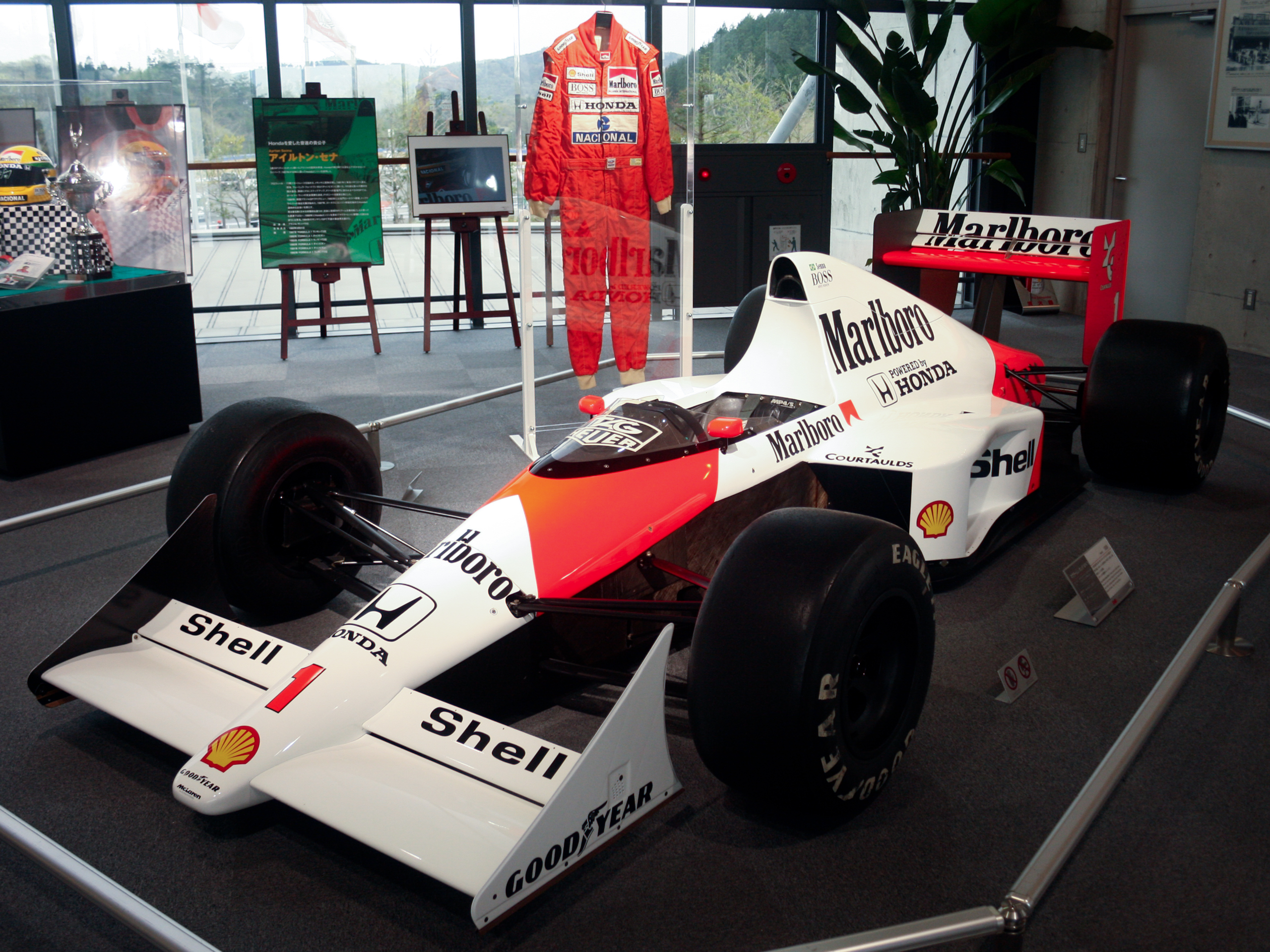
McLaren MP4/5 von Senna in der Honda Collection Hall

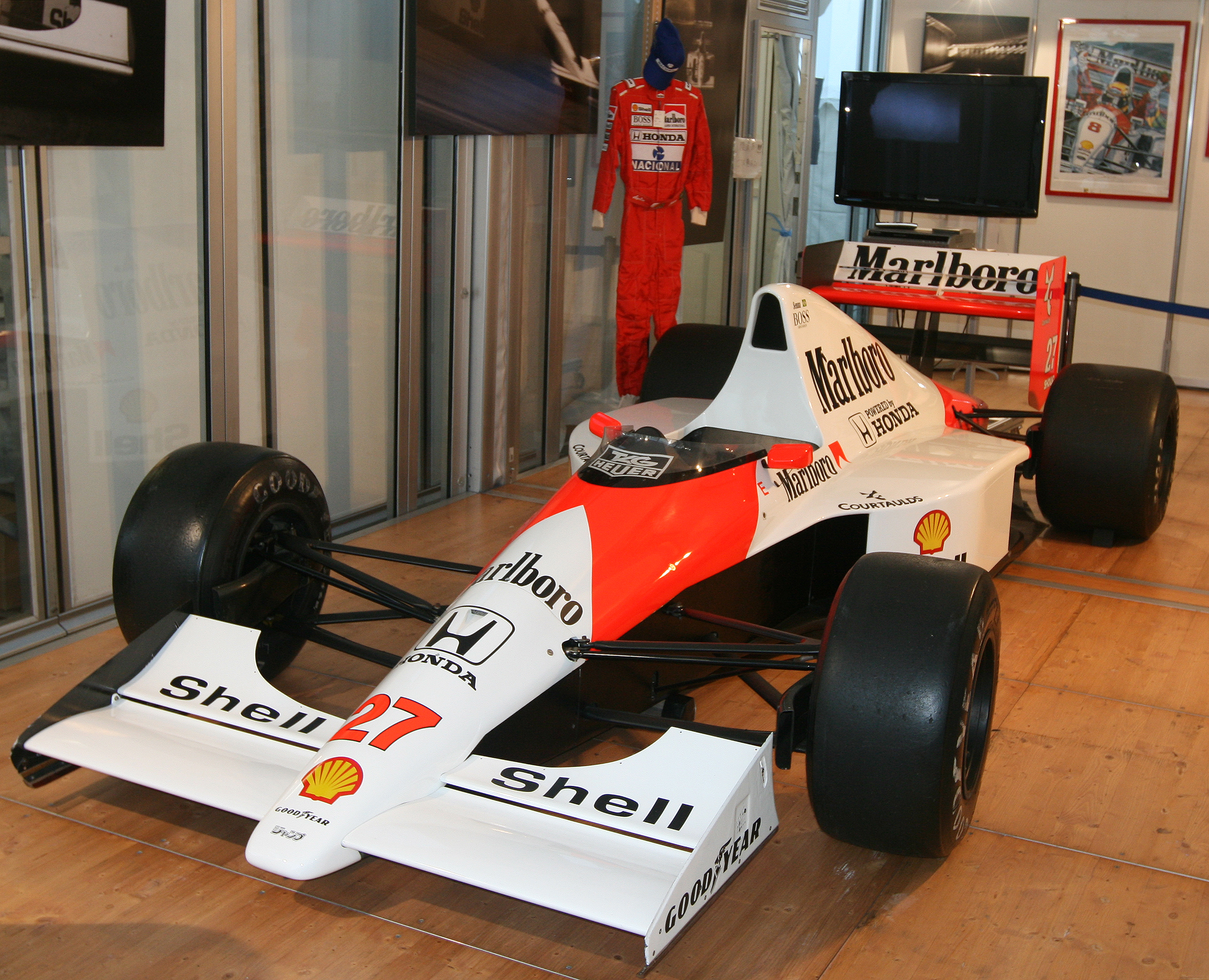
Sennas McLaren MP4/5B von 1990

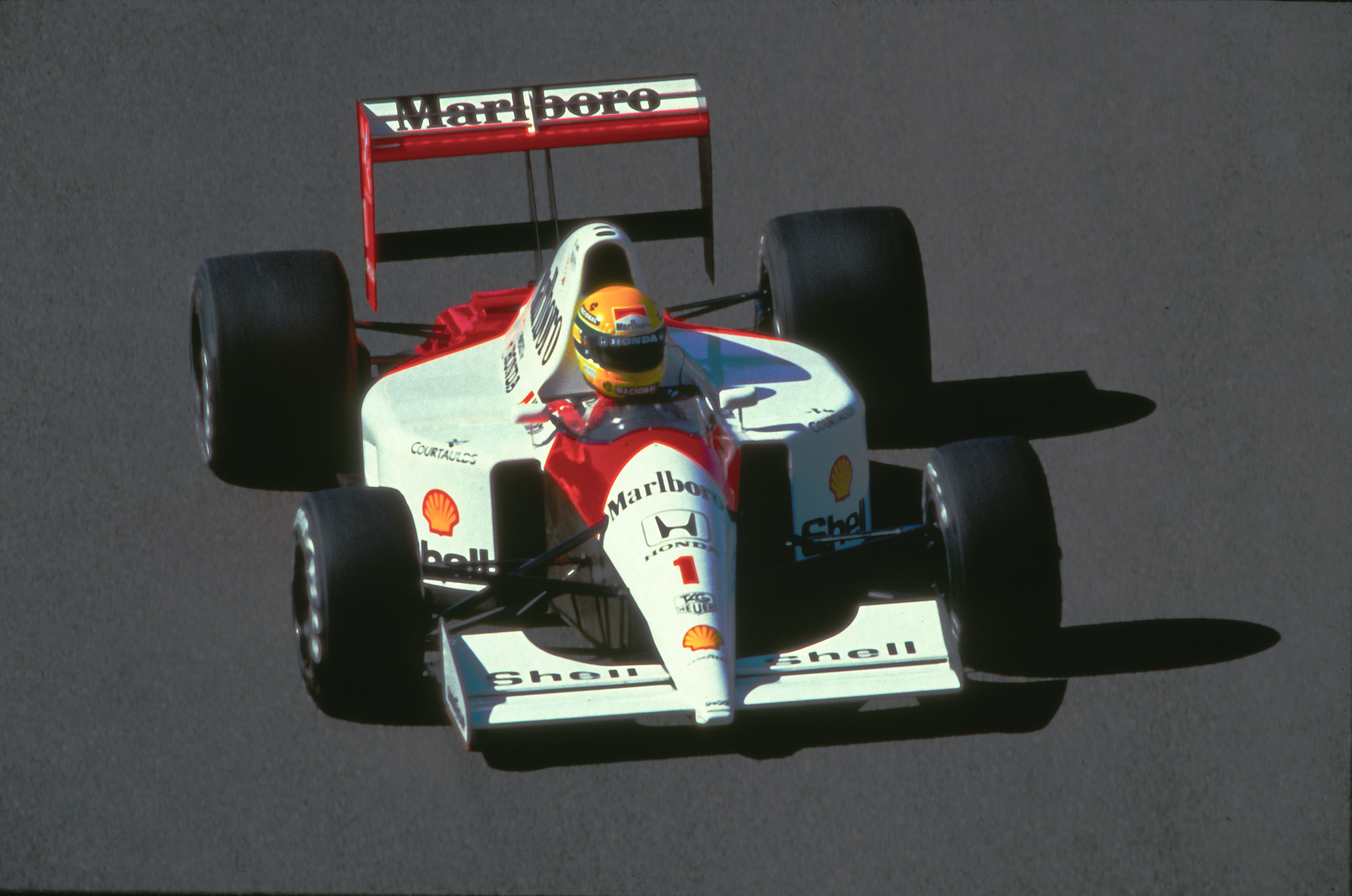
Senna im McLaren MP4/6 beim Großen Preis von Belgien 1991

1988 wechselte Senna zu McLaren und bildete mit Alain Prost eine Fahrerpaarung. McLaren hatte den Motorenlieferanten gewechselt und wurde mit Honda- anstelle der TAG-Porsche-Motoren beliefert. Das Team war äußerst überlegen und gewann 15 der 16 Rennen. Während der Saison verschlechterte sich das zunächst gute Einvernehmen mit Prost, als Senna Prost in Estoril bei Höchstgeschwindigkeit beinahe gegen die Boxenmauer drückte. Am Ende der Saison wurde Prost die bis 1990 gültige Streichresultat-Regel, bei der die schlechtesten fünf Rennen nicht in die Gesamtwertung eingingen, zum Verhängnis, so dass Senna den Titel gewann.
Das Klima zwischen Senna und Prost wandte sich 1989 erneut zum Negativen. Als er von Senna beim Großen Preis von San Marino überholt wurde, sah Prost eine von den beiden Teamkollegen untereinander getroffene Absprache verletzt. Dieser Vorfall führte zu einem Konflikt zwischen den beiden Teamkollegen, der bald auch öffentlich ausgetragen wurde. Beide kommunizierten nur noch über Dritte miteinander. Beim Großen Preis von Italien zweifelte Prost die materielle Gleichbehandlung mit dem Teamkollegen an. Honda veröffentlichte Telemetrie-Daten, die bewiesen, dass Prost besonders in den schnellen Lesmo-Kurven Zeit auf Senna verlor. Beim Großen Preis von Japan in Suzuka, dem vorletzten Rennen der Saison, lag Prost lange in Führung. Senna musste gewinnen, um seine Titelchancen zu wahren, und setzte vor der Casio-Triangle-Schikane zum Überholen an. Als Prost in die Schikane einbog, kollidierten die Fahrzeuge und rollten in die Auslaufzone. Prost stieg aus, Senna ließ sich von Streckenposten anschieben und wechselte bei einem Boxenstopp den defekten Frontflügel. Er gewann das Rennen vor Alessandro Nannini, wurde jedoch im Anschluss an das Rennen mit der Begründung disqualifiziert, er habe unerlaubterweise die Schikane, in der der Unfall mit Prost geschah, abgekürzt. Die Regel besagte, dass das Abkürzen der Rennstrecke – und das war das Auslassen der Schikane nach dem Crash mit Prost – nicht erlaubt ist, auch nicht infolge eines Unfalles. McLaren versuchte vergeblich zu argumentieren, dass das Abkürzen der Schikane, um z. B. einen Unfall zu verhindern, vorher in vergleichbaren Fällen nicht bestraft worden sei und zudem Risiken vermeiden würde. Die FISA änderte daraufhin die Begründung der Disqualifikation, sie wurde jetzt wegen Abkürzens der Strecke und gefährlicher Fahrweise ausgesprochen. Senna fühlte sich ungerecht behandelt und warf der FISA Manipulation vor, zumal mit Jean-Marie Balestre ein Landsmann Prosts an der Spitze des Weltverbands saß. Wegen dieser Manipulationsvorwürfe wurde Senna die Lizenz für die Saison 1990 verweigert und ihm eine Geldstrafe von 100.000 Dollar sowie ein halbes Jahr Sperre zur Bewährung auferlegt. Senna gab nach, zahlte die Geldstrafe und nahm die Manipulationsvorwürfe öffentlich zurück.
1990 und 1991 trat er wieder für McLaren-Honda an und gewann zwei weitere Male den Weltmeistertitel. Prost war inzwischen zu Ferrari gewechselt. Dabei kam es beim Großen Preis von Japan 1990 abermals zu einer Kollision zwischen Senna und Prost. Vor dem Qualifying hatten die Rennkommissare Sennas Bitte entsprochen, die Pole-Position von der Fahrbahninnenseite auf die Außenseite zu verlegen, da bereits in den beiden Vorjahren zu erkennen war, dass der Fahrer auf der Fahrbahninnenseite durch den dort vorhandenen Schmutz Nachteile beim Start hatte. Nachdem Senna im Qualifying die schnellste Runde gefahren war, entschied die FISA, den ersten Startplatz auf der Fahrbahninnenseite zu belassen und keine Änderung der Startplätze vorzunehmen. Prost konnte beim Rennstart den Traktionsvorteil der Ideallinie nutzen und ging in Führung, Senna drängte ihn jedoch in der ersten Kurve absichtlich ab, wie er ein Jahr später zugab. Dieses Mal hätte Prost gewinnen müssen, um seine WM-Chancen zu wahren. Dieser Vorfall brachte die Rivalität zwischen Senna und Prost zur Eskalation. Nach dem Rennen in Suzuka erklärte Prost:

“Everything that has happened here has shown the world his real face. For him it is much more important to win the championship than it is for me. It is the only thing he has in life. He is completely screwed up. This man has no value.”

„Alles, was hier passiert ist, hat der Welt sein wahres Gesicht gezeigt. Für ihn ist es viel wichtiger, die Weltmeisterschaft zu gewinnen als für mich. Es ist das einzige, was er im Leben hat. Er ist völlig durchgeknallt. Dieser Mann hat keine Werte.“

Ebenfalls im Jahr 1990 wurde Senna von der französischen Sportzeitung L’Équipe zum Weltsportler des Jahres gewählt. 1991 überließ Senna beim Großen Preis von Japan seinem Teamkollegen Gerhard Berger, mit dem er eng befreundet war, den Sieg, nachdem sein direkter Konkurrent Nigel Mansell ausgeschieden war und er erneut als Weltmeister feststand.
1992 und 1993 war Senna gegen die überlegenen Autos des Williams-Teams chancenlos, das 1992 mit Mansell und 1993 mit Prost Weltmeister wurde. Da sich Honda nach der Saison 1992 aus der Formel 1 zurückzog, musste McLaren im folgenden Jahr mit den unterlegenen Ford-Kundenmotoren antreten. Prost unterschrieb bei Williams einen Vertrag, der ihm zusicherte, dass Senna nicht sein Teamkollege wurde. Da dieser für 1993 kein Cockpit eines guten Teams mehr in Aussicht hatte, willigte er ein, für eine Million Dollar pro Rennen für McLaren an den Start zu gehen. Erst zu Saisonmitte unterschrieb Senna einen Vertrag für den Rest der Saison und stand damit für Testfahrten zur Verfügung. Der Große Preis von Europa in Donington Park wurde 1993 zu einem der besten Rennen in der Karriere Sennas: Im strömenden Regen überholte er bereits in der ersten Runde vier Gegner, so dass er als Führender aus dieser Runde zurückkam. Statt wie die meisten anderen Fahrer die Reifen wegen des ständig wechselnden Wetters bis zu siebenmal zu wechseln, wechselte er sie lediglich viermal und gewann das Rennen mit deutlichem Vorsprung. Beim Großen Preis von Australien kam es in Adelaide zu einer versöhnlichen Geste zwischen Senna und Prost, der seine Karriere beendete: Der siegreiche Brasilianer bat seinen zweitplatzierten Rivalen zu sich auf die oberste Stufe des Siegerpodests.

#### Williams (1994)

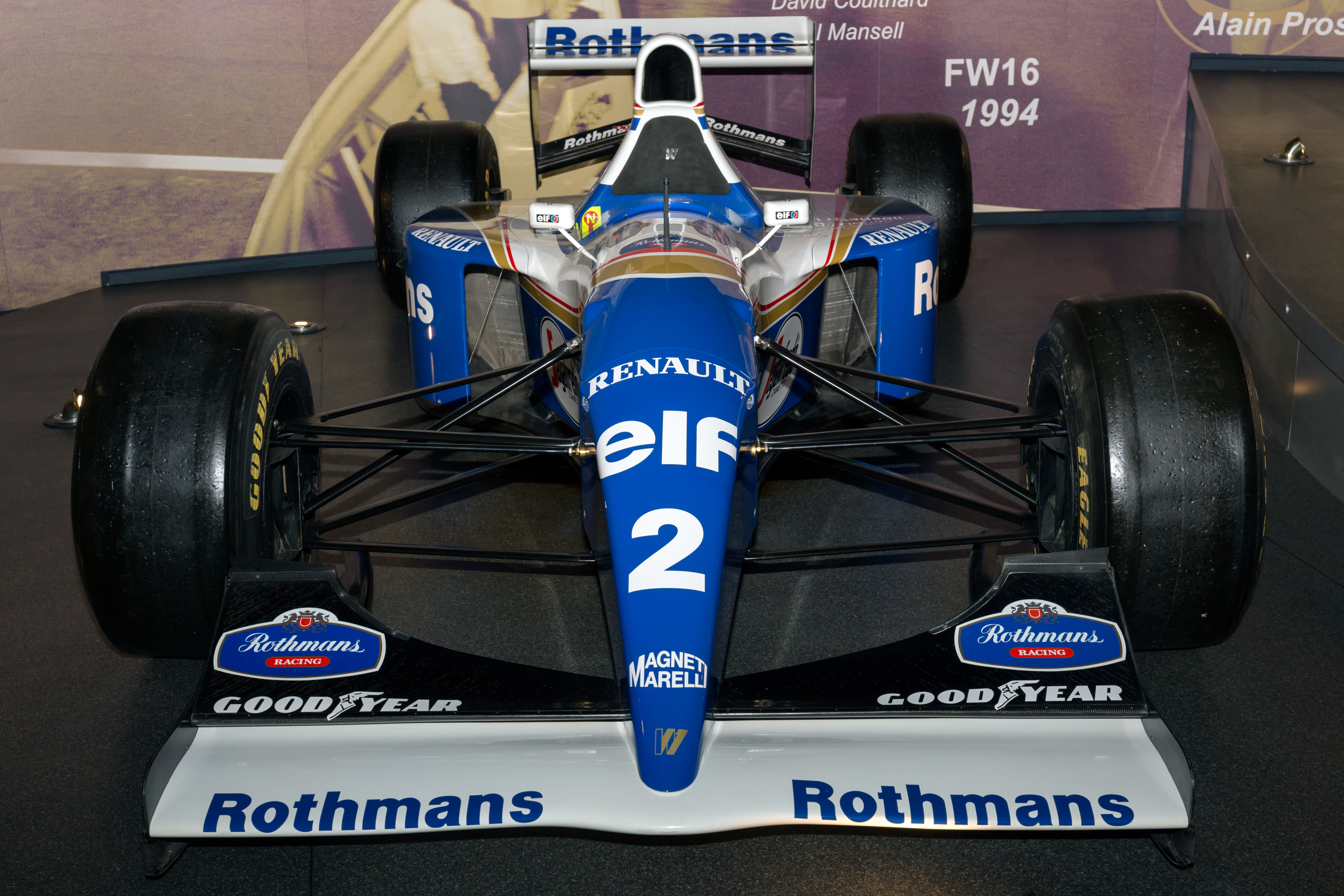
Williams FW16 von Senna (Reproduktion)

Noch während der Saison 1993 hatte Senna für die Saison 1994 bei Williams unterschrieben. Bereits bei Testfahrten vor der Saison zeigte sich, dass die Regeländerungen im Bereich der elektronischen Fahrhilfen (Verbot von aktiven Fahrwerken, ABS, Traktionskontrollen und automatischen Getrieben) dem Williams-Team den Wettbewerbsvorteil der vergangenen Jahre geraubt hatten. Dies verleitete Senna beim Saisonauftakt, dem Großen Preis von Brasilien in Interlagos, zu einem Fahrfehler, als er sich in der 56. von 71 Runden auf Platz zwei liegend ins Aus drehte. Senna erklärte, dass das Auto schwer zu beherrschen sei, da es einmal untersteuere, um gleich in der nächsten Kurve zu übersteuern. Beim zweiten Rennen, dem Großen Preis des Pazifiks, traf es Senna noch früher, er schied bereits in der ersten Kurve nach einer unverschuldeten Kollision aus. Da er trotz des geschmolzenen technischen Vorsprungs seines Teams als selbsterklärter Favorit in die Saison gestartet war und sein direkter Konkurrent Michael Schumacher die beiden ersten Rennen für sich entschieden hatte, stand Senna unter dem Erwartungsdruck, im dritten Rennen endlich seiner sportlichen Führungsrolle gerecht zu werden.

## Tödlicher Unfall

### Vorgeschichte
Bereits im Vorfeld zum dritten Saisonrennen von 1994, dem Großen Preis von San Marino in Imola, hatten sich zwei schwere Unfälle ereignet: Rubens Barrichello brach sich im Freien Training am Freitag, 29. April die Nase, Roland Ratzenberger verunglückte am Vormittag des 30. April tödlich. Senna, der im Freitagsqualifying Erster geworden war, trat nach Ratzenbergers Tod nicht im Samstagsqualifying an. Da in diesem niemand seine Zeit vom Vortag unterbot, ging er von der Pole-Position aus ins Rennen.
Beim Rennstart am 1. Mai fuhr Pedro Lamy mit hoher Geschwindigkeit auf den beim Start stehengebliebenen Wagen von JJ Lehto auf, was eine Safety-Car-Phase bis zum Ende der fünften Runde auslöste.

### Hergang
Beim Neustart blieb Senna in Führung vor Schumacher. In der siebten Runde kam Sennas Wagen in der schnellen Tamburello-Kurve von der Fahrbahn ab und schoss, voll bremsend und ohne erkennbare Lenkkorrektur, geradeaus über den Seitenstreifen. Beim Aufprall in die Streckenbegrenzungsmauer riss das rechte Vorderrad ab, wobei sich eine Strebe der Radaufhängung durch Sennas Helm bohrte. Abweichenden Medienberichten zufolge, die sich auf den Rennarzt Sid Watkins berufen, wurde Sennas Kopf vom Vorderrad getroffen, wobei durch die Wucht des Aufpralls alle großen Blutgefäße im Hirn durchtrennt wurden. Senna erlitt schwerste Kopfverletzungen und wurde mit dem Rettungshubschrauber direkt von der Unfallstelle in eine Unfallklinik in Bologna geflogen. Dort wurde er einige Stunden später für hirntot erklärt.

### Mögliche Ursachen

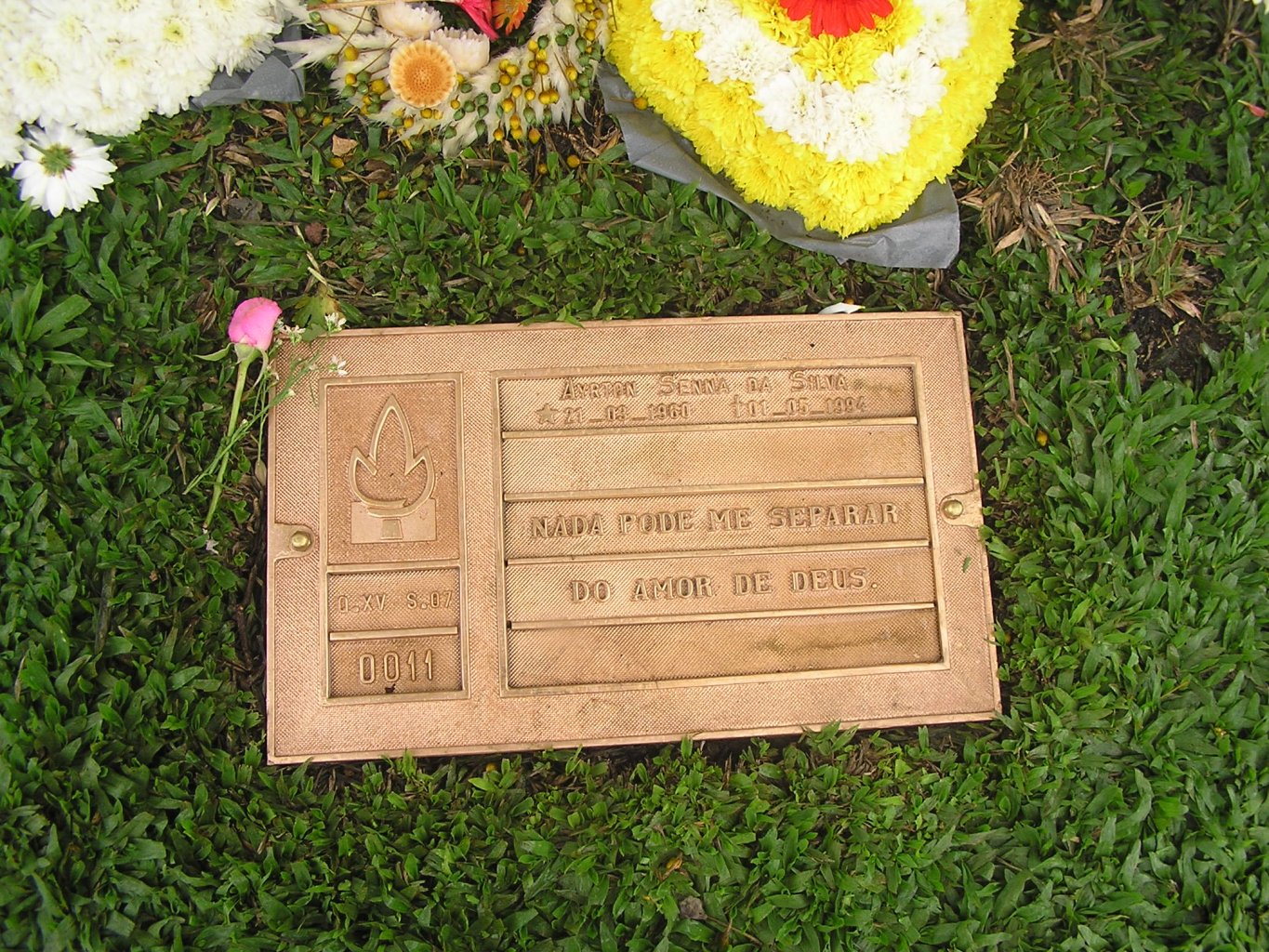
Sennas Grab; die Aufschrift bedeutet übersetzt: Nichts kann mich von der Liebe Gottes trennen

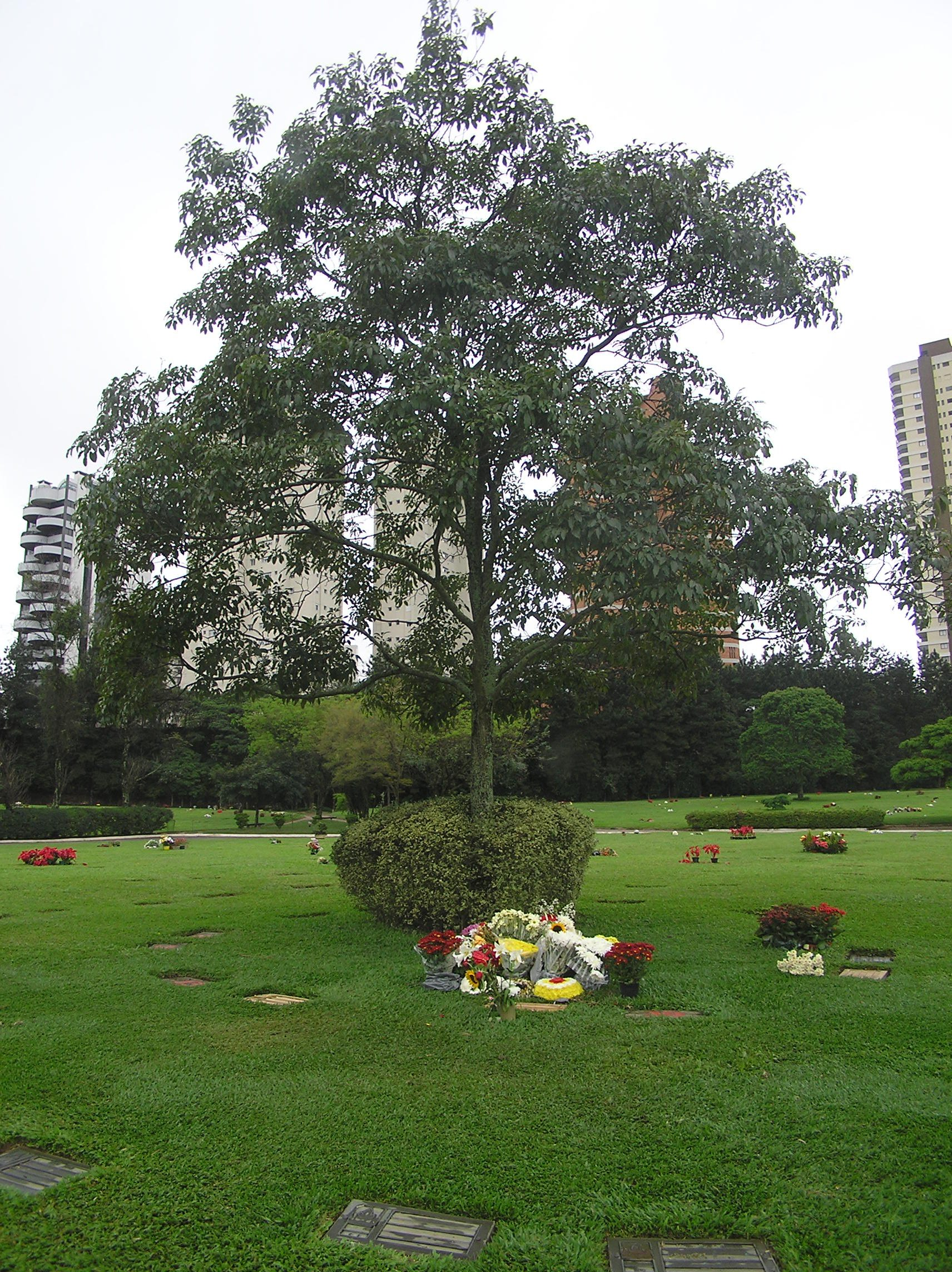
Der Cemitério do Morumbi (Friedhof von Morumbi), Sennas Ehrengrabstätte

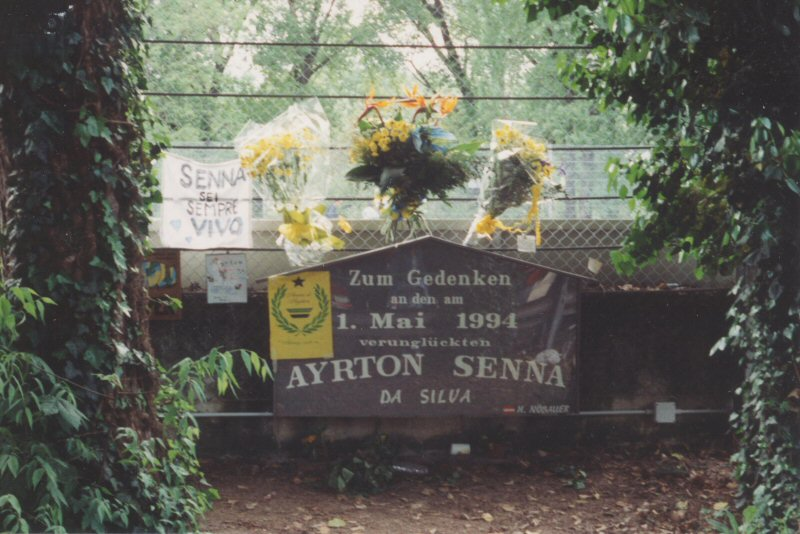
Gedenkstein gegenüber der Unglücksstelle

Die Ursache für den tödlichen Unfall Sennas ist umstritten und es gibt dazu drei Hypothesen. Im April 2014, kurz vor Sennas zwanzigstem Todestag, nannte Konstrukteur Adrian Newey eine vierte mögliche Ursache.
- Die erste Erklärung geht von einem Bruch der Lenkung aus. Ayrton Senna beklagte sich seit Saisonbeginn wiederholt über eine unkomfortable Sitzposition in seinem Williams-Renault. In Imola stimmten Patrick Head und Adrian Newey Sennas Wunsch zu, die Position des Lenkrads zu verändern. Die Techniker verlängerten noch vor dem ersten Training die Lenkstange, indem sie diese auftrennten und ein dünneres Rohr einschweißten. Nach dem Unfall war die Lenkung an der Schweißstelle gebrochen. Es könnte also sein, dass die Schweißnaht den starken Belastungen durch die Fliehkräfte in der Tamburello-Kurve nicht standhielt und Senna somit nur noch bremsen konnte, als sein Wagen die Kurve geradlinig verließ.

- Die zweite Erklärung geht von einer zu geringen Bodenfreiheit des Chassis aufgrund zu stark abgekühlter Reifen infolge der Safety-Car-Phase (s. o.) aus. Dadurch könnte der Wagen auf einer Bodenunebenheit der Tamburello-Kurve so stark aufgesetzt haben, dass der aerodynamische Anpressdruck abrupt abriss und Senna den Wagen nicht mehr kontrollieren konnte. Kameraaufnahmen zeigen, dass Sennas Wagen bereits in der Runde zuvor an der späteren Unfallstelle stark aufsetzte. Nach dem Unfall beim Rennstart hatte das Safety-Car das Rennen zunächst neutralisiert und Ende der fünften Runde wieder freigegeben. Mit Beginn der siebten Runde raste Senna in der Tamburello-Kurve geradeaus, hatte also vor seinem Unfall genau eine Runde Zeit, seine Reifen auf die optimale Temperatur zu bringen. Das könnte möglicherweise misslungen sein: Sennas letzter Teamkollege Damon Hill äußerte in einem Interview mit der BBC die Überzeugung, dass Senna das Gefahrenpotential, das von den kalten Reifen ausging, bewusst ignoriert und einen Fahrfehler begangen habe. Er selbst wisse, wie heikel das Auto zu fahren gewesen sei, und könne sich daher vorstellen, dass Senna ein zu hohes Risiko eingegangen sei, da er in der Weltmeisterschaft unter Druck stand.[7] Auch Sennas damaliger Konkurrent Michael Schumacher, der zum Zeitpunkt des Unfalls dicht hinter dem Brasilianer fuhr, äußerte auf der Pressekonferenz unmittelbar im Anschluss an das Rennen seinen Eindruck, dass Senna die Kontrolle über sein Auto verloren habe.[8] Die Tatsache allerdings, dass Senna in der Runde vor seinem Unfall in 1:24.887 Minuten die (inoffiziell) drittschnellste Runde des gesamten Rennens fuhr, spricht gegen die Theorie der ausgekühlten Reifen. Sie stützt dagegen die Annahme, dass Senna mit möglicherweise zu hohem Einsatz fuhr.

(Hintergrund: Kühlen die Reifen an einem Rennfahrzeug sich wegen verminderten Renntempos (beispielsweise während einer Safety-Car-Phase) ab, sinkt auch der Druck innerhalb der Pneus und damit die Bodenfreiheit – das Fahrzeug setzt schneller auf.)
- Die dritte mögliche Ursache ist ein schleichender Druckverlust in den Reifen von Sennas Williams, da sich ein scharfer CFK-Splitter aus dem Startunfall in einen seiner Reifen gebohrt haben könnte. Diese Theorie findet aber in der öffentlichen Debatte kaum Berücksichtigung.

- Im April 2014 gestand der Konstrukteur des Williams FW16, Adrian Newey, einen Konstruktionsfehler als mögliche Unfallursache ein. Die Seitenkästen des Fahrzeugs waren zu lang, was einen Strömungsabriss beim Aufsetzen des Wagens bei Bodenwellen und ein Ausbrechen des Hecks zur Folge hatte. Sennas Lenkkorrektur habe dann ein Abbiegen des Autos zur Folge gehabt. Eine Korrektur der Seitenkästen war vorgesehen, konnte aber nicht zeitgerecht für das Rennen in Imola umgesetzt werden.[9][10]

### Sennas Tod und seine Folgen
Sein Tod war für viele Brasilianer ein Schock. Brasiliens Präsident Itamar Franco ordnete eine dreitägige Staatstrauer an. Beim Trauerzug in Sennas Heimatstadt São Paulo erwiesen ihm mehr als drei Millionen Menschen die letzte Ehre.
Sennas Familie schuf das Instituto Ayrton Senna, das bedürftigen Kindern, vor allem in Brasilien, hilft. Ayrton Senna hatte einige Wochen vor seinem Tod geäußert, mit seiner Schwester Viviane Pläne für ein solches Projekt besprechen zu wollen, wozu es jedoch nicht mehr kam. Viviane Senna baute zudem die Ayrton Senna Foundation für die Vermarktung der Lizenzrechte am Namen Ayrton Senna auf, deren Einnahmen komplett in das Instituto Ayrton Senna fließen. Eine wichtige Einnahmequelle ist Senninha, eine Comicfigur, die den achtjährigen Ayrton darstellt.
Nach dem tödlichen Unfall von Roland Ratzenberger hatte Senna am Morgen des 1. Mai 1994 mit mehreren anderen Fahrern die Neugründung des Fahrer-Sicherheitsrats besprochen, der sich um mehr Sicherheit in der Formel 1 kümmern sollte. Die FIA entschloss sich zu diversen Änderungen im Formel-1-Reglement. Da diese während der Saison 1994 lediglich in sehr begrenztem Maße eingeführt werden konnten, entschied die FIA in Zusammenarbeit mit dem Fahrer-Sicherheitsrat, bei den verbleibenden Rennen gefährliche Kurven durch Schikanen zu entschärfen. Um die Höchstgeschwindigkeit der Wagen zu verringern, wurden ab 1995 der Hubraum von 3,5 auf 3 Liter verkleinert und für einige Jahre bei Trockenreifen Längsrillen vorgeschrieben. Die FIA verschärfte die Crashtestanforderungen an die Monocoques, sodass diese extrem verstärkt werden mussten. Zusätzlich wurden Sitze und Kopfstabilisierung überarbeitet, das HANS-System wurde eingeführt. Dank dieser Veränderungen sind seitdem viele Formel-1-Unfälle vergleichsweise glimpflich ausgegangen. Für 21 Jahre blieb Sennas tödlicher Unfall der letzte eines Fahrers in einem Formel-1-Rennen, bis beim Großen Preis von Japan 2014 Jules Bianchi verunglückte und neun Monate später an den Folgen verstarb.

### Gerichtsverfahren gegen das Team
Die italienische Justiz leitete gegen die Verantwortlichen im Team Williams ein Verfahren wegen fahrlässiger Tötung ein. Nach Ansicht der Staatsanwaltschaft wurde die Verlängerung der Lenksäule nicht fachgerecht eingeschweißt und war daher kurz vor dem Unfall gebrochen. Dies war das Ergebnis einer unabhängigen Untersuchungskommission, der unter anderem der Rennfahrer Emanuele Pirro angehörte.
Die Verteidiger von Williams erklärten den Unfall mit mangelnder Haftung, verursacht durch die ausgekühlten Reifen nach der Safety-Car-Phase, und Unebenheiten auf der Fahrbahn, die das Fahrzeug letztlich unkontrollierbar hatten ausbrechen lassen. Die Lenkwelle sei demnach erst durch den Aufprall gebrochen.
Am 16. Dezember 1997 endete das Verfahren mit einem Freispruch, obwohl der Vorsitzende Richter Antonio Costanzo den „Bruch der Lenksäule als einzig logische und schlüssige Erklärung für den Unfall“ sah. Nach Prüfung des Beweismaterials ging das Gericht von einem Lenkungsbruch infolge von Materialermüdungserscheinungen aus. Eine eindeutige persönliche Schuldzuweisung an die Technikchefs Patrick Head und Adrian Newey war jedoch nicht möglich.
In einem Berufungsverfahren wurde 1999 eine mögliche Mitschuld des Teams ausgeräumt und eine Verkettung unglücklicher Umstände für den Unfall verantwortlich gemacht. Dieses Urteil geriet in die Kritik, da es kurz zuvor aus führenden Formel-1-Kreisen Hinweise darauf gegeben hatte, dass die weitere Durchführung von Formel-1-Rennen in Italien in Frage gestellt sei.
Offiziell wegen Formfehlern wurde das Verfahren um Sennas Tod 2004 erneut eröffnet. Adrian Newey wurde im Mai 2005 freigesprochen, da er als Chef-Designer nicht für nachträgliche Modifikationen am Wagen verantwortlich gemacht werden könne. Das Verfahren gegen Patrick Head wurde wegen Verjährung eingestellt, jedoch mit der Feststellung, dass er die Verantwortung für die Änderungen an der Lenksäule trage, die wegen der unsachgemäß eingeschweißten Verlängerung gebrochen sei.

## Persönliches
Sennas Eltern waren Milton da Silva, ein Großgrundbesitzer und Industrieller, und Neyde Senna. Er hatte eine ältere Schwester, Viviane, sowie einen Bruder, Leonardo. Außerdem war er der Onkel von Bruno Senna, der von 2010 bis 2012 ebenfalls in der Formel 1 fuhr.
Ayrton Senna heiratete 1981 die zwei Jahre jüngere Liliane Vasconcelos; ein Jahr später ließ sich das Paar scheiden. Danach hatte er eine Beziehung mit der Moderatorin Xuxa und später bis zu seinem Tod mit dem Model Adriane Galisteu.
Senna war gläubiger Christ und las während der Flüge und vor den Rennen regelmäßig in der Bibel.
Senna war Geschäftsführer des Familienunternehmens Senna Import. Am 18. November 1993 unterzeichnete Senna in Ingolstadt einen Kooperationsvertrag zwischen dem Familienunternehmen und der Audi AG. Damit sicherte er sich sowohl den alleinigen Import als auch den Verkauf von Audi-Automobilen für den brasilianischen Markt. Das Geschäft begann im März 1994 unter dem Namen Senna Import. Als Dank bekam Senna von Audi einen S4 V8 Avant zur Verfügung gestellt, den er im Alltag nutzte. Heute ist die Senna Import Teil von Audi do Brasil. Sein S4 befindet sich noch heute im Familienbesitz.

## Historische Einordnung
Im April 2004 wurde Senna von einer 77-köpfigen Jury, bestehend aus Formel-1-Piloten, Teamchefs, Ingenieuren und Journalisten, zum schnellsten Formel-1-Fahrer der Geschichte gewählt. Im Dezember 2006 und im Dezember 2009 gab es erneut derartige Umfragen unter Experten, bei denen Senna wieder Platz 1 belegte. Dieselben Experten weisen allerdings im Zuge solcher Umfragen stets darauf hin, dass die verschiedenen Epochen der Formel 1 schwierig zu vergleichen seien.
Im August 2020 wurde Senna durch ein komplexes mathematisches Auswahlverfahren des Cloud-Computing-Unternehmens AWS zum schnellsten Formel-1-Piloten deklariert. Dabei bediente sich AWS historischer Daten, beginnend mit der Formel-1-Weltmeisterschaft 1983, und wertete die Rundenzeiten sämtlicher Piloten im Qualifying aus.

## Statistik

### Karrierestationen
| - 1973–1981: Kartsport - 1981: Britische Formel Ford 1600 (Meister) - 1982: Europäische Formel Ford 2000 (Meister) - 1982: Britische Formel Ford 2000 (Meister) - 1983: Britische Formel 3 (Meister) - 1983: Europäische Formel 3 | - 1983: Formel 1 (Testfahrer) - 1984: Formel 1 (Platz 9) - 1985: Formel 1 (Platz 4) - 1986: Formel 1 (Platz 4) - 1987: Formel 1 (Platz 3) - 1988: Formel 1 (Weltmeister) | - 1989: Formel 1 (Platz 2) - 1990: Formel 1 (Weltmeister) - 1991: Formel 1 (Weltmeister) - 1992: Formel 1 (Platz 4) - 1993: Formel 1 (Platz 2) - 1994: Formel 1 |

### Statistik in der Formel-1-Weltmeisterschaft

#### Grand-Prix-Siege
| - 1985: Portugal (Estoril) - 1985: Belgien (Spa-Francorchamps) - 1986: Spanien (Jerez) - 1986: USA (Detroit) - 1987: Monaco (Monte Carlo) - 1987: USA (Detroit) - 1988: San Marino (Imola) - 1988: Kanada (Montréal) - 1988: USA (Detroit) - 1988: Großbritannien (Silverstone) - 1988: Deutschland (Hockenheim) - 1988: Ungarn (Mogyoród) - 1988: Belgien (Spa-Francorchamps) - 1988: Japan (Suzuka) | - 1989: San Marino (Imola) - 1989: Monaco (Monte Carlo) - 1989: Mexiko (Mexiko-Stadt) - 1989: Deutschland (Hockenheim) - 1989: Belgien (Spa-Francorchamps) - 1989: Spanien (Jerez) - 1990: USA (Phoenix) - 1990: Monaco (Monte Carlo) - 1990: Kanada (Montréal) - 1990: Deutschland (Hockenheim) - 1990: Belgien (Spa-Francorchamps) - 1990: Italien (Monza) - 1991: USA (Phoenix) - 1991: Brasilien (Interlagos) | - 1991: San Marino (Imola) - 1991: Monaco (Monte Carlo) - 1991: Ungarn (Mogyoród) - 1991: Belgien (Spa-Francorchamps) - 1991: Australien (Adelaide) - 1992: Monaco (Monte Carlo) - 1992: Ungarn (Mogyoród) - 1992: Italien (Monza) - 1993: Brasilien (Interlagos) - 1993: Europa (Donington Park) - 1993: Monaco (Monte Carlo) - 1993: Japan (Suzuka) - 1993: Australien (Adelaide) |

#### Grands Prix nach Anzahl der Siege
|    | Grand Prix (Rennstrecke)    | Siege |
| -- | --------------------------- | ----- |
| 1. | Monaco (Monte Carlo)        | 6     |
| 2. | Belgien (Spa-Francorchamps) | 5     |
|    | USA (Detroit 3 / Phoenix 2) | 5     |
| 4. | Deutschland (Hockenheim)    | 3     |
|    | San Marino (Imola)          | 3     |
|    | Ungarn (Mogyoród)           | 3     |
| 7. | Australien (Adelaide)       | 2     |
|    | Brasilien (Interlagos)      | 2     |

|     | Grand Prix (Rennstrecke)     | Siege |
| --- | ---------------------------- | ----- |
|     | Italien (Monza)              | 2     |
|     | Japan (Suzuka)               | 2     |
|     | Kanada (Montréal)            | 2     |
|     | Spanien (Jerez)              | 2     |
| 13. | Europa (Donington Park)      | 1     |
|     | Großbritannien (Silverstone) | 1     |
|     | Mexiko (Mexiko-Stadt)        | 1     |
|     | Portugal (Estoril)           | 1     |

fettgedruckte Werte = Rekordsieger auf dieser Rennstrecke

#### Gesamtübersicht
| Saison | Team                      | Chassis                          | Motor                | Rennen | Siege | Zweiter | Dritter | Poles | schn. Rennrunden | Punkte    | WM-Pos. |
| ------ | ------------------------- | -------------------------------- | -------------------- | ------ | ----- | ------- | ------- | ----- | ---------------- | --------- | ------- |
| 1984   | Toleman Group Motorsport  | Toleman TG183B / Toleman TG184   | Hart 1.5 L4 Turbo    | 14     | –     | 1       | 2       | –     | 1                | 13        | 9.      |
| 1985   | JPS Team Lotus            | Lotus 97T                        | Renault 1.5 V6 Turbo | 16     | 2     | 2       | 2       | 7     | 3                | 38        | 4.      |
| 1986   | JPS Team Lotus            | Lotus 98T                        | Renault 1.5 V6 Turbo | 16     | 2     | 4       | 2       | 8     | –                | 55        | 4.      |
| 1987   | Camel Team Lotus Honda    | Lotus 99T                        | Honda 1.5 V6 Turbo   | 16     | 2     | 4       | 2       | 1     | 3                | 57        | 3.      |
| 1988   | Honda Marlboro McLaren    | McLaren MP4/4                    | Honda 1.5 V6 Turbo   | 16     | 8     | 3       | –       | 13    | 3                | 90 (94)   | 1.      |
| 1989   | Honda Marlboro McLaren    | McLaren MP4/5                    | Honda 3.5 V10        | 16     | 6     | 1       | –       | 13    | 3                | 60        | 2.      |
| 1990   | Honda Marlboro McLaren    | McLaren MP4/5B                   | Honda 3.5 V10        | 16     | 6     | 2       | 3       | 10    | 2                | 78        | 1.      |
| 1991   | Honda Marlboro McLaren    | McLaren MP4/6                    | Honda 3.5 V12        | 16     | 7     | 3       | 2       | 8     | 2                | 96        | 1.      |
| 1992   | Honda Marlboro McLaren    | McLaren MP4/6B / MP4/7A / MP4/7B | Honda 3.5 V12        | 16     | 3     | 1       | 3       | 1     | 1                | 50        | 4.      |
| 1993   | Marlboro McLaren          | McLaren MP4/8                    | Ford 3.5 V8          | 16     | 5     | 2       | –       | 1     | 1                | 73        | 2.      |
| 1994   | Rothmans Williams Renault | Williams FW16                    | Renault 3.5 V10      | 3      | –     | –       | –       | 3     | –                | –         | –       |
| Gesamt | Gesamt                    | Gesamt                           | Gesamt               | 161    | 41    | 23      | 16      | 65    | 19               | 610 (614) |         |

#### Einzelergebnisse
| Saison | 1   | 2   | 3   | 4   | 5   | 6   | 7   | 8   | 9 | 10  | 11  | 12  | 13  | 14  | 15  | 16 |
| ------ | --- | --- | --- | --- | --- | --- | --- | --- | - | --- | --- | --- | --- | --- | --- | -- |
| 1984   |     |     |     |     |     |     |     |     |   |     |     |     |     |     |     |    |
| DNF    | 6   | 6   | DNQ | DNF | 2   | 7   | DNF | DNF | 3 | DNF | DNF | DNF |     | DNF | 3   |    |
| 1985   |     |     |     |     |     |     |     |     |   |     |     |     |     |     |     |    |
| DNF    | 1   | 7*  | DNF | 16  | DNF | DNF | 10* | DNF | 2 | 3   | 3   | 1   | 2   | DNF | DNF |    |
| 1986   |     |     |     |     |     |     |     |     |   |     |     |     |     |     |     |    |
| 2      | 1   | DNF | 3   | 2   | 5   | 1   | DNF | DNF | 2 | 2   | DNF | DNF | 4*  | 3   | DNF |    |
| 1987   |     |     |     |     |     |     |     |     |   |     |     |     |     |     |     |    |
| DNF    | 2   | DNF | 1   | 1   | 4   | 3   | 3   | 2   | 5 | 2   | 7   | 5   | DNF | 2   | DSQ |    |
| 1988   |     |     |     |     |     |     |     |     |   |     |     |     |     |     |     |    |
| DSQ    | 1   | DNF | 2   | 1   | 1   | 2   | 1   | 1   | 1 | 1   | 10* | (6) | (4) | 1   | 2   |    |
| 1989   |     |     |     |     |     |     |     |     |   |     |     |     |     |     |     |    |
| 11     | 1   | 1   | 1   | DNF | 7*  | DNF | DNF | 1   | 2 | 1   | DNF | DNF | 1   | DSQ | DNF |    |
| 1990   |     |     |     |     |     |     |     |     |   |     |     |     |     |     |     |    |
| 1      | 3   | DNF | 1   | 1   | 20* | 3   | 3   | 1   | 2 | 1   | 1   | 2   | DNF | DNF | DNF |    |
| 1991   |     |     |     |     |     |     |     |     |   |     |     |     |     |     |     |    |
| 1      | 1   | 1   | 1   | DNF | 3   | 3   | 4*  | 7*  | 1 | 1   | 2   | 2   | 5   | 2   | 1   |    |
| 1992   |     |     |     |     |     |     |     |     |   |     |     |     |     |     |     |    |
| 3      | DNF | DNF | 9*  | 3   | 1   | DNF | DNF | DNF | 2 | 1   | 5   | 1   | 3   | DNF | DNF |    |
| 1993   |     |     |     |     |     |     |     |     |   |     |     |     |     |     |     |    |
| 2      | 1   | 1   | DNF | 2   | 1   | 18* | 4   | 5*  | 4 | DNF | 4   | DNF | DNF | 1   | 1   |    |
| 1994   |     |     |     |     |     |     |     |     |   |     |     |     |     |     |     |    |
| DNF    | DNF | DNF |     |     |     |     |     |     |   |     |     |     |     |     |     |    |

| Legende  | Legende            | Legende                                                          |
| Farbe    | Abkürzung          | Bedeutung                                                        |
| -------- | ------------------ | ---------------------------------------------------------------- |
| Gold     | –                  | Sieg                                                             |
| Silber   | –                  | 2. Platz                                                         |
| Bronze   | –                  | 3. Platz                                                         |
| Grün     | –                  | Platzierung in den Punkten                                       |
| Blau     | –                  | Klassifiziert außerhalb der Punkteränge                          |
| Violett  | DNF                | Rennen nicht beendet (did not finish)                            |
| Violett  | NC                 | nicht klassifiziert (not classified)                             |
| Rot      | DNQ                | nicht qualifiziert (did not qualify)                             |
| Rot      | DNPQ               | in Vorqualifikation gescheitert (did not pre-qualify)            |
| Schwarz  | DSQ                | disqualifiziert (disqualified)                                   |
| Weiß     | DNS                | nicht am Start (did not start)                                   |
| Weiß     | WD                 | zurückgezogen (withdrawn)                                        |
| Hellblau | PO                 | nur am Training teilgenommen (practiced only)                    |
| Hellblau | TD                 | Freitags-Testfahrer (test driver)                                |
| ohne     | DNP                | nicht am Training teilgenommen (did not practice)                |
| ohne     | INJ                | verletzt oder krank (injured)                                    |
| ohne     | EX                 | ausgeschlossen (excluded)                                        |
| ohne     | DNA                | nicht erschienen (did not arrive)                                |
| ohne     | C                  | Rennen abgesagt (cancelled)                                      |
| ohne     | keine WM-Teilnahme |                                                                  |
| sonstige | P/fett             | Pole-Position                                                    |
| sonstige | 1/2/3/4/5/6/7/8    | Punktplatzierung im Sprint-/Qualifikationsrennen                 |
| sonstige | SR/kursiv          | Schnellste Rennrunde                                             |
| sonstige | *                  | nicht im Ziel, aufgrund der zurückgelegten Distanz aber gewertet |
| sonstige | ()                 | Streichresultate                                                 |
| sonstige | unterstrichen      | Führender in der Gesamtwertung                                   |

#### Rekorde
- Meiste Pole-Positions in Folge: 8 (Spanien 1988 – USA 1989)[# 1]
- Meiste Starts aus der ersten Reihe in Folge: 24 (Deutschland 1988 – Australien 1989)
- Meiste Siege in Folge beim gleichen GP: 5 (Monaco 1989 – Monaco 1993)[# 2]
- Meiste Pole-Positions in Folge beim gleichen GP: 7 (San Marino 1985 – San Marino 1991)
- Höchste Quote an Starts in der ersten Reihe in einer Saison: 100 % 1989[# 3]

Anmerkungen
1. ↑  Zusammen mit Max Verstappen
2. ↑  Zusammen mit Lewis Hamilton
3. ↑  Zusammen mit Alain Prost (1993) und Damon Hill (1996)

## Filme
- Unter dem Titel Ayrton Senna produzierte unter anderem die BBC 1995 eine preisgekrönte Dokumentation von Regisseur Stuart Cabb (Royal Television Society Award 1996 in der Kategorie Bester Sportdokumentarfilm[19]).
- 2010 entstand die Kinoproduktion Senna, bei der der Brite Asif Kapadia Regie führte. Der im Einvernehmen mit der Familie Senna realisierte Film, dessen Entstehung sechs Jahre in Anspruch nahm, wurde von Universal Pictures, Studiocanal und Working Title Films produziert. Der Film feierte seine Premiere Anfang Oktober 2010 in Tokio,[20] in Deutschland wurde er ab dem 12. Mai 2011 in den Kinos gezeigt.[21]
- Im November 2024 wurde die sechsteilige brasilianische Miniserie Senna auf Netflix veröffentlicht. Die Miniserie beginnt mit seinem Umzug nach England, wo er in die Formel Ford einsteigt und endet mit seinem tragischen Unfall beim Großen Preis von San Marino im Jahr 1994.[22]